# 下関丸 (2代)
下関丸（しものせきまる）は、鉄道省→日本国有鉄道関門航路に在籍した鉄道連絡船。
関門航路の下関丸の名の船舶は2隻ある。ここでは下関丸（2代目）について記述する。

## 概要
関門航路の旅客輸送は、門司丸・長水丸・豊山丸の3隻の客船で運航されていた。旅客の増加により、輸送力の増加のために大型の新造船が建造された。これが下関丸である。
下関丸は1924年（大正13年）11月12日に藤永田造船所で起工し、1925年（大正14年）5月13日に進水、同年7月17日に竣工した。竣工後は同年8月1日より関門航路に就航する。長水丸・豊山丸より大型化され、乗客定員は約1,000名である。これ以降、関門航路には新造船は導入されておらず、関門航路の最後の新造船となった。
長水丸・豊山丸からの改良点として、遊歩甲板と上部の端艇甲板を結ぶ階段を設置した。端艇甲板には救命いかだを置き、非常の際における脱出を容易化し、安全性を高めた。
太平洋戦争中、米軍の機雷投下により危険となった関釜連絡船に代わって博多 - 釜山間に博釜航路が開設された際、博多港に転籍し、陸上と連絡船の間の旅客送迎用に使用された。しかし、1945年（昭和20年）6月12日に触雷し沈没した。
戦後、1948年（昭和23年）3月に引き揚げられて復旧し、関門航路に戻っており、GHQの日本商船管理局（en:Shipping Control Authority for the Japanese Merchant Marine, SCAJAP）によりSCAJAP-S235の管理番号が付与された。
1958年（昭和33年）に関門トンネルが開通し、ここを通るバスへの旅客移行が進んだこともあり、関門連絡船の利用者は減少した。1961年（昭和36年）6月15日のダイヤ改正による減便で余剰となり運航終了し、翌1962年（昭和37年）3月31日付けで豊山丸とともに売却された。関門航路の廃止は1964年（昭和39年）11月1日のことである。